# دانیل باروولف
دانیل باروولف (انگلیسی: Daniel Bärwolf؛ زادهٔ ۱۳ مهٔ ۱۹۷۳) بازیکن فوتبال اهل آلمان است.
از باشگاه‌هایی که در آن بازی کرده‌است می‌توان به باشگاه فوتبال کارل زایس ینا، باشگاه فوتبال لوکوموتیو لایپزیگ، و باشگاه فوتبال قوت-وایس ارفورت اشاره کرد.